# Mezcla de Armstrong
La mezcla de Armstrong es un explosivo primario altamente sensible. Sus ingredientes principales son el fósforo rojo y un oxidante fuerte, como el clorato de potasio y el perclorato de potasio. Sulfuro se usa para sustituir algo o todo el fósforo para disminuir ligeramente la sensibilidad y reducir los costos; Carbonato de calcio también puede estar presente en pequeñas proporciones. Comercialmente, la mezcla de Armstrong se usa en miligramos en los cebos de pistolas de juguete. Se puede hacer una versión improvisada con cabezas de fósforos, molerlas en un polvo fino y mezclarlas con otro polvo fino, esta vez hecho con la tira de percusión que se encuentra en el lado de las cajas de cerillas.
También se ha considerado una mezcla adecuada para la imprimación utilizada en armas después de que se haya agregado carburo de boro y se usó durante la Segunda Guerra Mundial.

## Consideraciones de seguridad
Debido a su sensibilidad al choque, la fricción y las llamas, la mezcla de Armstrong es un explosivo extremadamente peligroso. Solo se utilizan aproximadamente 10 mg por artículo de fuegos artificiales de consumo. Dependiendo de la composición, condiciones y cantidad, la mezcla de Armstrong puede explotar violentamente en un espacio cerrado. Debido a la extrema sensibilidad a la fricción, la mezcla de clorato de potasio seco y fósforo rojo probablemente dará lugar a una explosión; por lo tanto, los ingredientes suelen ser combinados en una suspensión con agua, formados en el producto final (por ejemplo, gotas individuales sobre papel para "tapas de papel") y se dejan secar. Para disminuir la sensibilidad, se puede agregar aceite.

## Uso militar
La mezcla de Armstrong es fácil de hacer, pero requiere demasiado fósforo y se oxida fácilmente con el oxígeno del aire, por lo que tiene poco valor en aplicaciones militares, excepto como cartuchos caseros o explosivos improvisados.